# Долл (остров)
Долл (англ. Dall Island) — остров в архипелаге Александра, вблизи юго-восточного побережья штата Аляска, США.
Расположен к западу от острова Принца Уэльского. Размеры - около 73 км в длину и 14 км в ширину. Площадь острова составляет 657,9 км², что делает его 28-м крупнейшим островом США. Самая высокая точка — 745 м над уровнем моря. Крайняя южная точка острова, мыс Мусон, считается западной оконечностью так называемой Линии A-B (англ. A-B Line), которая является морской границей между Аляской и канадской провинцией Британская Колумбия.
Население по данным переписи 2000 года составляло 20 человек.
Изначально остров был назван Куадра в честь испанского морского офицера Хуана Франсиско-де-ла-Бодеги-и-Куадры. Современное название получил в 1879 году по фамилии американского натуралиста Уильяма Хэйли Долла.